# Parafia św. Apostołów Piotra i Pawła w Zabłudowie
Parafia pw. Świętych Apostołów Piotra i Pawła w Zabłudowie – rzymskokatolicka parafia należąca do dekanatu Białystok-Dojlidy, archidiecezji białostockiej, metropolii białostockiej.
Od 28 czerwca 2020 proboszczem parafii jest ks. Krzysztof Kowalewski. 

## Historia parafii
Parafia została utworzona w 1525 roku.

## Miejsca kultu

### Kościół parafialny
Kościół parafialny pw. Świętych Apostołów Piotra i Pawła wybudowany w stylu klasycystycznym w latach 1805–1840, poświęcony 29 czerwca 1840 roku.

### Kościoły filialne i kaplice
- Kaplica pw. św. Anny w Krynickich
- Kaplica pw. Matki Boskiej Anielskiej w Nowosadach
- Kaplica pw. św. Marii Magdaleny w Zabłudowie
- Kaplica pw. św. Rocha w Zabłudowie

## Zasięg parafii
Do parafii należą mieszkańcy z miejscowości:

- Zabłudów,
- Aleksicze,
- Dobrzyniówkę,
- Folwarki Tylwickie,
- Gnieciuki,
- Krynickie,
- Kowalowce,
- Krasne,
- Kołpaki,
- Koźliki,
- Kucharówkę,
- Kamionkę,
- Laszki,
- Łubniki,
- Łukiany,
- Folwarki Małe,
- Małynkę,
- Nowosady,
- Ostrówki,
- Olszankę,
- Ochremowicze,
- Protasy,
- Pasynki,
- Rafałówkę,
- Rudnicę,
- Słomianka,
- Solniki,
- Sieśki,
- Tatarowce, Tylwica,
- Teodorowo,
- Folwarki Wielkie,
- Zacisze,
- Zagruszany,
- Zajezierce,
- Zwierki,
- Żuki